# New Kingman-Butler
New Kingman-Butler is een plaats (census-designated place) in de Amerikaanse staat Arizona, en valt bestuurlijk gezien onder Mohave County.

## Demografie
Bij de volkstelling in 2000 werd het aantal inwoners vastgesteld op 14.810.

## Geografie
Volgens het United States Census Bureau beslaat de plaats een oppervlakte van
37,9 km², geheel bestaande uit land.

## Plaatsen in de nabije omgeving
De onderstaande figuur toont nabijgelegen plaatsen in een straal van 56 km rond New Kingman-Butler.